# Tanja Selzer
Tanja Selzer (* 1970 in Idar-Oberstein) ist eine deutsche Malerin und Grafikerin.
Selzer studierte an der Hochschule für Angewandte Wissenschaften Hamburg, Fachbereich Gestaltung bei Alice Choné, Elisabeth Thoma, Ehrhard Göttlicher und Hartmut Gudenau. 
Sie gestaltete als Grafikerin Buchtitel und arbeitet seit 2005 als freie Malerin. Arbeiten befinden sich u. a. in den Sammlungen SØR Rusche Sammlung, Museum am Dom (Würzburg), Sammlung der HSH Nordbank und der Sammlung Schirm. 2011 war sie auf der Art Basel vertreten.
Tanja Selzer lebt und arbeitet seit 2003 in Berlin.

## Auszeichnungen
- 2008 Sondereinzelausstellung auf der ART.FAIR; 3. Preis beim Gesellschafter Art Award